# Challenger León
Il Challenger León, noto come AGT Challenger per ragioni di sponsorizzazione, è stato un torneo professionistico di tennis giocato sul cemento. Faceva parte dell'ATP Challenger Series. Si è giocata la sola edizione del 2008, a León in Messico.

## Albo d'oro

### Singolare
| Anno | Campione        | Finalista     | Punteggio        |
| ---- | --------------- | ------------- | ---------------- |
| 2008 | Bruno Echagaray | Ricardo Mello | 6–0, 3–6, 7–6(6) |

### Doppio
| Anno | Campioni                     | Finalisti                    | Punteggio |
| ---- | ---------------------------- | ---------------------------- | --------- |
| 2008 | Travis Parrott Filip Polášek | Brendan Evans Alex Kuznetsov | 6–4, 6–1  |